# Uto (Kumamoto)
Uto (宇土市 Uto-shi?) es una ciudad en la prefectura de Kumamoto, Japón, localizada en la parte suroeste de la isla de Kyūshū. El 1 de marzo de 2021 tenía una población estimada de 35 947 habitantes y una densidad de población de 485 personas por km².

## Geografía
Uto se encuentra en el centro-oeste de la prefectura de Kumamoto, al sur de la ciudad de Kumamoto y al norte de Uki y Yatsushiro. Ocupa la mitad norte de la península de Uto, en el sur del mar de Ariake.

## Demografía
Según los datos del censo japonés, la población de Uto ha crecido en los últimos 50 años, con un ligero descenso desde mediados de la década de 2000.
| Gráfica de evolución demográfica de Uto entre 1950 y 2015 |
|                                                           |
| Oficina de Estadísticas de Japón                          |